# Hydractinia minoi
Hydractinia minoi is een hydroïdpoliep uit de familie Hydractiniidae. De poliep komt uit het geslacht Hydractinia. Hydractinia minoi werd in 1892 voor het eerst wetenschappelijk beschreven door Alcock. 